# Federico Pablo Cichero
Federico Pablo Cichero (* 9. Oktober 1983 in Ushuaia) ist ein ehemaliger argentinischer Skilangläufer.

## Werdegang
Cichero nahm von 2004 bis 2017 vorwiegend an FIS-Rennen teil. Bei den nordischen Skiweltmeisterschaften 2011 in Oslo belegte er den 93. Platz über 15 km klassisch und den 112. Rang im Sprint. Bei den nordischen Skiweltmeisterschaften 2013 im Val di Fiemme erreichte er den 114. Platz über 15 km Freistil. Sein erstes Weltcuprennen lief er im Februar 2013 in Davos, das er mit dem 85. Platz über 15 km Freistil beendete. Letztmals im Weltcup startete er im Februar 2014 in Toblach, wobei er den 78. Platz über 15 km klassisch errang. Bei den Olympischen Winterspielen 2014 in Sotschi holte er den 83. Platz über 15 km klassisch. 2014 siegte er beim Ushuaia Loppet über 42 km Freistil, 2017 über 48 km klassisch und 2018 über 50 km klassisch.

## Teilnahmen an Weltmeisterschaften und Olympischen Winterspielen

### Olympische Spiele
- 2014 Sotschi: 83. Platz 15 km klassisch

### Nordische Skiweltmeisterschaften
- 2011 Oslo: 93. Platz 15 km klassisch, 112. Platz Sprint Freistil, überrundet 30 km Verfolgung
- 2013 Val di Fiemme: 114. Platz 15 km Freistil, überrundet 30 km Skiathlon